# Полевой (платформа ГКЖД)
Полево́й — остановочный пункт ведомственной Гайно-Кайской железной дороги. Расположена в посёлке Полевой-2 Верхнекамского района Кировской области на железнодорожной ветви Яр — Лесная. Осуществляет пассажирские и грузовые операции.

## Описание
Остановочный пункт располагается на 26 километре однопутной неэлектрифицированной Гайно-Кайской железной дороги на перегоне Заводская — Лесная, в 205 км от ближайшей узловой станции Яр.
Остановочный пункт состоит из одной боковой платформы, располагающейся с северо-восточной стороны от железнодорожной линии. Платформа состоит из короткого низкого деревянного настила и простого сколоченного из досок навеса.
К северо-западу от платформы к железной дороге примыкает подъездной путь, а к юго-востоку от неё расположен железнодорожный переезд на автодороге Лесной — Созимский.

## Пригородное следование по станции
С 2010 года регулярное пригородное сообщение с платформой Полевой отсутствует в связи с прекращением пассажирского движения на Гайно-Кайской железной дороге.